# Верлан (Верхняя Сона)
Верлан (фр. Verlans) — коммуна на востоке Франции, департамента Сона Верхняя (в исторической области Франш-Конте).
Население в 2010 году составляло 157 человек.
Верлан расположен на расстоянии около 360 км на юго-восток от столицы Франции — Парижа, 65 км на северо-восток от Безансона, 45 км на восток от административного центра департамента Сона Верхняя — Везуля.